# Silvanus (isten)

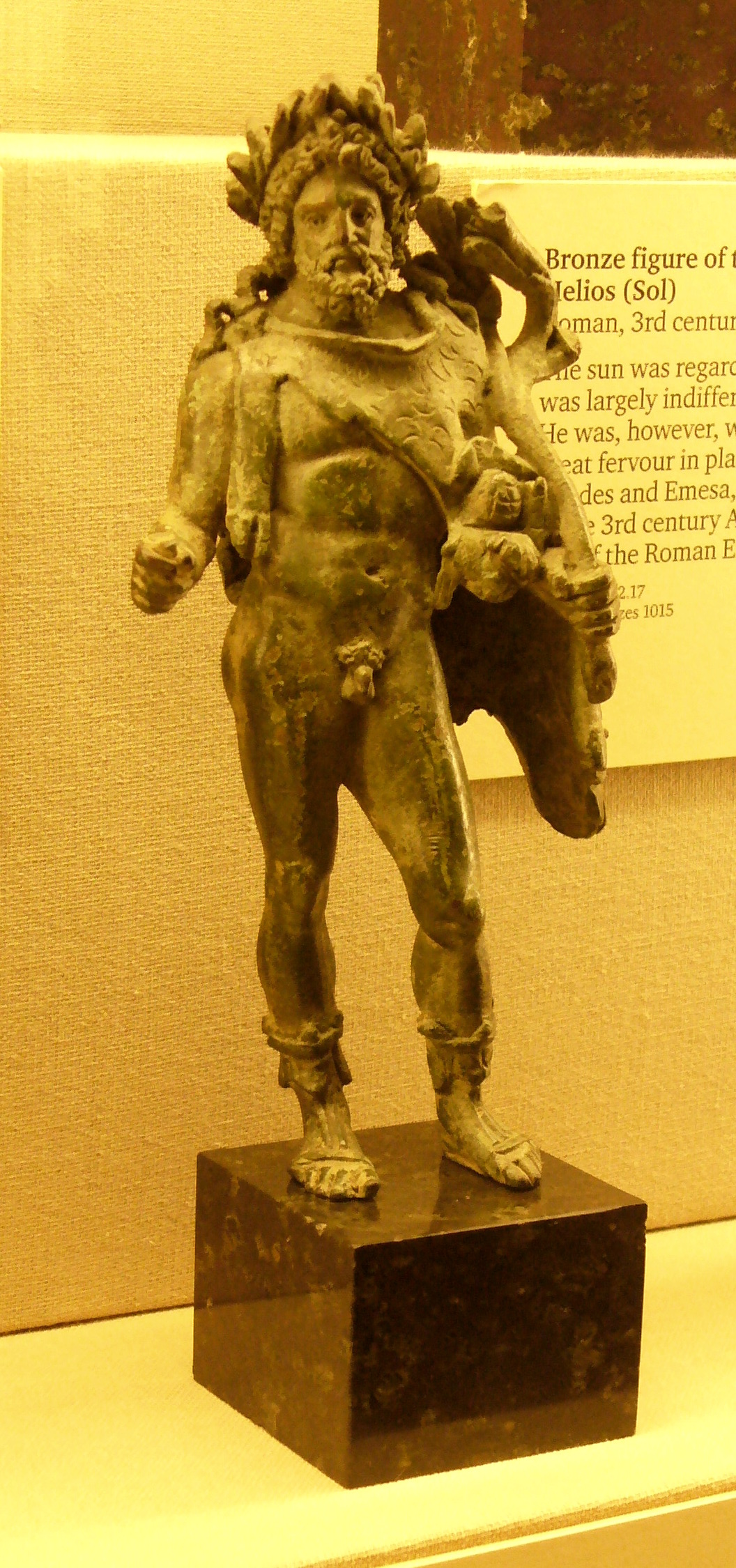
Silvanus-szobor a British Museumban

Silvanus az erdők (silvae), legelők és nyájak, határok és majorságok ősi itáliai istene, akit falun minden házban tiszteltek, de titkos hatalmától féltek is. Rendesen három szobrot állítottak neki, egyet a házban, egyet a mezőn és egyet a birtok szélén. Ősszel aratóünnepét ülték és a gyümölcs zsengéjét neki áldozták. A költők néha Pannái és Silenosszal is azonosítják és több Silvanusról is beszélnek. Pannóniában nagy tiszteletben állott, mint Silvanus Domesticus; egy aquincumi emléken pedig három Silvana is szerepel. Többnyire szakállasán ábrázolják, a bal vállán állatbőr, fején fenyőkoszorú, jobb kezében kacorkés, bal kezében fenyőgally.